# Timok
Le Timok, en serbe cyrillique et en bulgare Тимок, en latin Timacus, est une rivière de Serbie orientale et de Bulgarie occidentale ainsi qu'un affluent droit du Danube.

## Géographie
Le Timok appartient à un ensemble raccordant de nombreuses petites rivières, un grand nombre d'entre elles portant le même nom (Timok) qui se distingue uniquement avec l'adjectif adjoint. De la source la plus lointaine (en tant que Svrljiški Timok) jusqu'à son confluent avec le Danube (en tant que Veliki Timok), le Timok parcourt 203 km. La rivière traverse la Serbie et sur ses 15 derniers kilomètres sert de frontière entre la Serbie et la Bulgarie.
Le Timok fait partie du bassin de drainage de la Mer Noire. Son propre bassin couvre une superficie de 4 630 km².
Le Timok a donné son nom à une région, la Timočka Krajina, mais aussi à la révolte du Timok (Timočka buna), une rébellion contre le roi de Serbie Milan Ier qui eut lieu en 1883.

## Svrljiški Timok
Le Timok prend sa source sous le nom de Svrljiški Timok, en serbe cyrillique Сврљишки Тимок (le « Timok de Svrlijg ») au nord des monts Svrljiške planine près du village de Šesti Gabar. Il oriente sa course en direction de l'ouest, contournant les pentes septentrionales des monts Svrljig. Il traverse de nombreux petits villages : Periš, Lozan, Okruglica, Crnoljevica, Beloinje, avant d'atteindre la ville de Svrljig, qui donne son nom à la rivière. Puis la rivière s'oriente vers le nord. Elle passe à Niševac et Varoš et bifurque vers le nord-est. Elle traverse alors Palilula, Podvis et Rgošte et atteint Knjaževac, où elle rencontre le Trgoviški Timok après une course de 64 km et forme avec lui le Beli Timok. La superficie de son bassin est de 720 km².

## Trgoviški Timok
Le Trgoviški Timok, en serbe cyrillique Трговишки Тимок, le "Timok de Trgovište") est également connu sous le nom de Korenatac, en serbe cyrillique Коренатац.
Le Trgoviški Timok prend sa source sur les pentes occidentales de la Stara Planina au pied du mont Midžor, à moins d'un kilomètre de la frontière entre la Serbie et la Bulgarie. Il porte alors le nom de Strma reka (Стрма река).
La rivière oriente sa course en direction de l'est. Elle traverse les villages de Balta Berilovac et Inovo. Au village de Kalna, connu pour sa mine d'uranium, elle oblique vers le nord-est et prend le nom de Trgoviški Timok. La rivière traverse ensuite Gornja Kamenica, Donja Kamenica, Štrbac, Žukovac et Trgovište. Ce village donne son nom à la rivière ; situé à proximité de Knjaževac, il est une des rares localités des environs à ne pas connaître le dépeuplement. La rivière coule ensuite sur les pentes du mont Tresibaba et atteint Knjaževac, où elle rejoint le Svrljiški Timok en provenance du sud-ouest, et forme avec lui le Beli Timok.
Sous le nom de Strma reka ou de Trgoviški Timok, la rivière a une longueur de 50 km ; elle reçoit sur sa droite son affluent le plus important la rivière Žukovska reka (en serbe cyrillique : Жуковска река). Son bassin couvre une superficie de 520 km2.

## Beli Timok (Knjaževački Timok)
Le Beli Timok, en serbe cyrillique Бели Тимок, le "Timok blanc") poursuit sa course en direction du nord. Il coule parallèlement à la frontière entre la Serbie et la Bulgarie (à l'est) et longe les pentes orientales du mont Tupižnica (à l'ouest). On considère généralement que c'est à cet endroit que commence la Timočka Krajina (la vallée du Timok).
La rivière traverse les villages de Donje Zuniče, Debelica, Drenovac, Borovac et Vratarnica, avant d'atteindre la localité plus importante de Grljan. Dans ce secteur, le Beli Timok reçoit deux affluents sur sa gauche, la Grliška reka et la Lubnička reka (en serbe cyrillique : Грлишка река et Лубничка река). Quelques kilomètres après Grljan, la rivière atteint Zaječar, la ville la plus importante qui soit située sur son cours. Là, le Beli Timok rencontre le Crni Timok qui vient de l'est et la rivière, ainsi augmentée, continue sa course sous le nom de Veliki Timok.
La longueur du Beli Timok est de 51 km (115 km en comptant le Svrljiški Timok). Son bassin couvre une superficie de 2 167 km². Autrefois la rivière était également connue sous le nom de Knjaževački Timok (en serbe cyrillique : Књажевачки Тимок, le "Timok of Knjaževac".

## Veliki Timok
Dans la dernière partie de son cours (88 km), la rivière est connue sous le nom de Veliki Timok (en serbe cyrillique : Велики Тимок, le "grand Timok") ou, plus simplement, sous le nom de Timok.
Après Zaječar, le Timok oriente se course vers le nord-ouest. Il traverse les villages de Vražogrnac, Trnavac et Čokonjar, où il quitte la Timočka Krajina et entre dans la Negotinska Krajina.
Dans la partie inférieure de son cours, le Timok ne traverse aucune localité majeure du côté serbe (elle passe à 7 km de Negotin). 15 km avant de se jeter dans le Danube, dont elle est un affluent droit, le Timok devient une rivière frontière entre la Serbie et la Bulgarie. Elle passe dans la ville bulgare de Brégovo et dans le village bulgare de Baleï.
Ses principaux affluents dans ce secteur sont la Crna reka, la Salaška reka el la Sikolska reka (en serbe cyrillique : Црна река, Салашка река, Сиколска река).

## Économie et écologie
À Čokonjar, la centrale hydroélectrique de Sokolovica a été construite entre 1947 et 1951. La rivière offre un potentiel hydroélectrique plus important que celui actuellement exploité.
Dans les années récentes, la rivière a été polluée par l'industrie des métaux lourds, notamment à Bor et à Krivelj. Par voie de conséquence, le Timok pollue également le Danube en plomb, en cuivre et en cadmium.
La vallée du Timok sert de chemin naturel pour la route et la voie ferroviaire Niš-Prahovo.